# Вила рустика (Хаджи Димитър)
Вила рустика (от латински: rusticus – „селски“) е късноантична римска вила, намираща се в днешния квартал „Хаджи Димитър“ в София.
Открита е през 1967 г. при строеж на жилищни сгради. Състои се от шест сгради с жилищно и стопанско предназначение и семеен мавзолей. Данните сочат, че комплексът съществува до готското нашествие от последната четвърт на III в., когато е разрушен и ограбен. По-голямата част от останките му попадат под съвременните жилищни блокове, като са достъпни само тези на мавзолея. Обектът е най-големият по площ сред разкритите римски вили около антична Сердика. Крайградски вили от този тип са открити и в кварталите Обеля, Орландовци и Филиповци.

## Други
На „Вила рустика“ е наречена улица в квартал „Хаджи Димитър“ в София (Карта).